# Gales en la Copa Mundial de Rugby de 1987
Los Dragones rojos fueron una de las 20 naciones participantes de la Copa Mundial de Rugby de 1987, que se celebró por primera vez en Nueva Zelanda.
Gales fue la sorpresa del torneo, cuando eliminó a Inglaterra en los cuartos y accedió a las semifinales. Obtuvieron el tercer puesto tras vencer a unos desmotivados Wallabies.

## Plantel

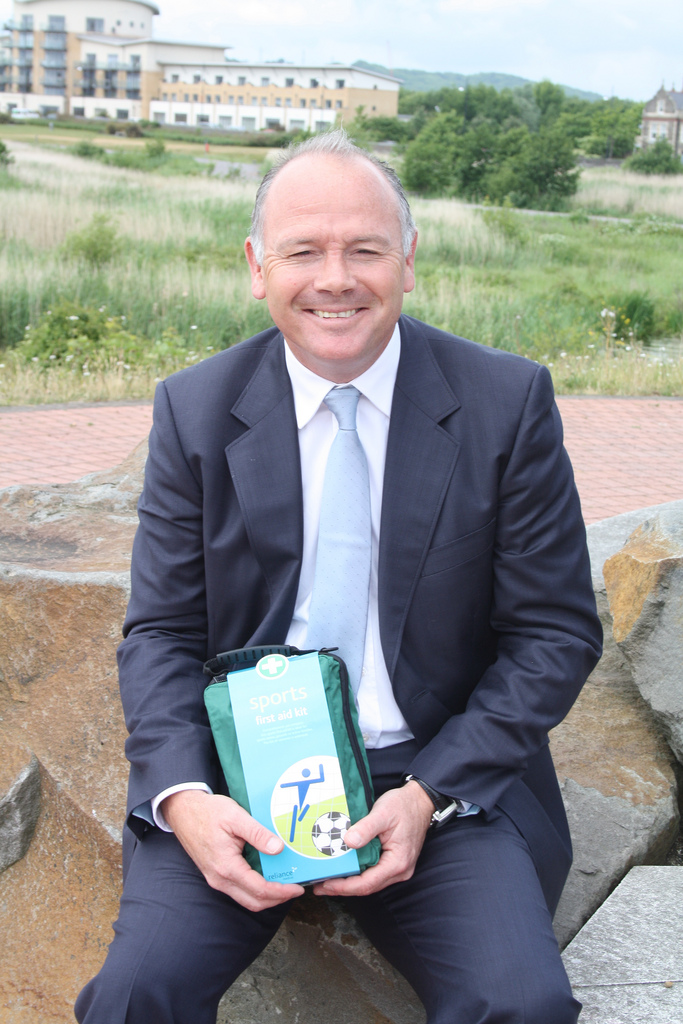
Ieuan Evans anotó más tries.

Gray (45 años) tuvo como asistente a Clive Rowlands, extécnico del seleccionado.
Las edades son a la fecha del último partido de Gales (18 de junio de 1987).
|                       | Jugador          | Edad    | Posición      | Tests | Equipo                 |
| --------------------- | ---------------- | ------- | ------------- | ----- | ---------------------- |
| Hookers y Pilares     |                  |         |               |       |                        |
|                       | Steve Blackmore  | 25 años | Pilar         | 1     | Cardiff RFC            |
| 1                     | Anthony Buchanan | 31 años | Pilar         | 0     | Llanelli RFC           |
|                       | Stuart Evans     | 24 años | Pilar         | 7     | Neath RFC              |
|                       | Billy James      | 30 años | Hooker        | 21    | Aberavon RFC           |
| 2                     | Alan Phillips    | 32 años | Hooker        | 15    | Cardiff RFC            |
|                       | Kevin Phillips   | 26 años | Hooker        | 1     | Neath RFC              |
|                       | John Rawlins     | 30 años | Pilar         | 0     | Newport RFC            |
|                       | Jeff Whitefoot   | 31 años | Pilar         | 17    | Aberavon RFC           |
| 3                     | Dai Young        | 19 años | Pilar         | 0     | Swansea RFC            |
| Segundas líneas       |                  |         |               |       |                        |
| 4                     | Dick Moriarty    | 30 años | Segunda línea | 16    | Swansea RFC            |
| 5                     | Bob Norster      | 29 años | Segunda línea | 24    | Cardiff RFC            |
|                       | Huw Richards     | 26 años | Segunda línea | 1     | Neath RFC              |
|                       | Steve Sutton     | 29 años | Segunda línea | 6     | South Wales Police RFC |
| Alas y Octavos        |                  |         |               |       |                        |
| 7                     | Richie Collins   | 25 años | Ala           | 2     | South Wales Police RFC |
|                       | Phil Davies      | 23 años | Octavo        | 12    | Llanelli RFC           |
| 8                     | Paul Moriarty    | 22 años | Octavo        | 9     | Swansea RFC            |
| 6                     | Gareth Roberts   | 28 años | Ala           | 2     | Cardiff RFC            |
|                       | Richard Webster  | 19 años | Ala           | 0     | Swansea RFC            |
| Medios scrums         |                  |         |               |       |                        |
|                       | Ray Giles        | 26 años | Medio scrum   | 2     | Aberavon RFC           |
| 9                     | Robert Jones     | 21 años | Medio scrum   | 11    | Bridgend Ravens        |
| Aperturas y Centros   |                  |         |               |       |                        |
| 12                    | Bleddyn Bowen    | 25 años | Centro        | 13    | Swansea RFC            |
|                       | Malcolm Dacey    | 26 años | Apertura      | 14    | Swansea RFC            |
| 10                    | Jonathan Davies  | 24 años | Apertura      | 13    | Neath RFC              |
| 13                    | John Devereux    | 21 años | Centro        | 11    | Bridgend Ravens        |
|                       | Kevin Hopkins    | 25 años | Centro        | 4     | Swansea RFC            |
|                       | Mark Ring        | 24 años | Centro        | 6     | Cardiff RFC            |
| Fullbacks y Wings     |                  |         |               |       |                        |
| 14                    | Ieuan Evans      | 23 años | Wing          | 4     | Llanelli RFC           |
| 11                    | Adrian Hadley    | 24 años | Wing          | 16    | Cardiff RFC            |
| 15                    | Paul Thorburn    | 24 años | Fullback      | 8     | Ebbw Vale RFC          |
|                       | Mark Titley      | 28 años | Fullback      | 13    | Swansea RFC            |
|                       | Glen Webbe       | 25 años | Wing          | 5     | Bridgend Ravens        |
| Entrenador: Tony Gray |                  |         |               |       |                        |

## Participación
Gales integró el grupo B con los Canucks, la dura Tonga y el XV del Trébol.
Webbe resultó lesionado contra Tonga, sufriendo una conmoción cerebral y debió retirarse del mundial.

### Fase final
Los cuartos de final los cruzó ante la Rosa del entrenador Martin Green, quien alineó: Gary Pearce, Steve Bainbridge, la estrella Peter Winterbottom, Richard Harding, Jamie Salmon y el capitán Mike Harrison. Los Dragones rojos vencieron espléndidamente y les marcaron 3 tries.
Las semifinales puso enfrente a los anfitriones y favoritos All Blacks, del técnico Brian Lochore y quien diagramó: Steve McDowall, Gary Whetton, la estrella Michael Jones, el capitán David Kirk, Warwick Taylor y Craig Green. El árbitro Kerry Fitzgerald expulsó a Huw Richards por golpear a Gary Whetton y los kiwis ganaron cómodamente 49–6.

### Tercer puesto
El partido consuelo fue contra los Wallabies, que habían perdido ante Les Bleus, dirigidos por Alan Jones y sus representantes: Andy McIntyre, Steve Cutler, la estrella Simon Poidevin, Brian Smith, el capitán Andrew Slack y David Campese.
Thorburn anotó la conversión que le dio la victoria a los británicos en tiempo cumplido.

## Legado
Hoy, sigue siendo la mejor participación galesa en una Copa del Mundo. Ieuan Evans es considerado una leyenda (miembro del World Rugby Salón de la Fama) y Dick Moriarty es recordado como uno de los mejores capitanes galeses de la historia.
Blackmore falleció en mayo de 2020 a la edad de 58 años y es el primero del plantel.